# Breitenbach-Haut-Rhin
Breitenbach-Haut-Rhin é uma comuna francesa na região administrativa de Grande Leste, no departamento Alto Reno. Estende-se por uma área de 9,28 km². Em 2010 a comuna tinha 842 habitantes (densidade: 90,7 hab./km²).